# Tomislav Ivančić
Tomislav Ivančić (Davor, 30 novembre 1938 – Zagabria, 17 febbraio 2017) è stato un presbitero e teologo croato, è stato membro della Commissione teologica internazionale.

## Biografia
Ha studiato filosofia e teologia a Zagabria e Roma. Nel 1966 venne ordinato sacerdote. Dopo il dottorato presso la Pontificia Università Gregoriana, tornò a Zagabria.
Nel 1969 guarì miracolosamente da un tumore del pancreas non-operabile e incurabile.
Nel 1971 ha difeso la sua tesi dottorale  "Religionsloses Christentum bei Dietrich Bonhoeffer sulla Facoltà di teologia della Pontificia Università Gregoriana.
Nel 1975 divenne professore presso la Facoltà cattolico-teologica dell'Università di Zagabria, dal 1998 - capo del dipartimento. Come Decano, diventò uno dei candidati alla carica di rettore dell'università ed è stato eletto nel 2001, ma a causa della malattia non fu in grado di svolgere la funzione di rettore.
Nel 1983 divenne canonico della cattedrale di Zagabria.
Il fondatore di haghioterapia, un autentico modello croato per ricerca scientifica e terapia dell'anima spirituale ("duhovna duša, Geist-Seele") dell'uomo. In haghioterapia " "tratta dell’indagine sull’anima spirituale dell’uomo, della comprensione delle sofferenze, dei traumi, delle vulnerabilità e malattie dell’anima spirituale e della scoperta delle sue possibilità terapeutiche".
Il fondatore della Comunità Preghiera e Parola (Molitva i Riječ.)
Negli anni 2010, Ivančić ha avuto la molto popolare programma sulle onde di Hrvatski katolički radio Gospodine, nauči nas vjerovati, ogni martedi alle 20.30.
Dal 2004 fino alla sua morte è diventato membro della Commissione Teologica internazionale del Vaticano.
Muore a Zagabria il 17 febbraio 2017.

## Opere
(la lista non è completa)
- Teorija spoznaje u hrvatskih i sovjetskih marksista (1964)
- Misli Leona Velikog o primatu i episkopatu prema dokumentima koji se tiču pitanja Istoka (1967)
- "Bezreligijsko kršćanstvo" u Dietricha Bonhoeffera ("Religionsloses Christentum" bei Dietrich Bonhoeffer) (1971)
- Oče. Upute i predlošci za kršćansku meditaciju (1982) ISBN 9789531108997
- Susret sa živim Bogom (1983) ISBN 9789531107730
- Budni budite i molite (1986)
- 33 meditacije. Na putu do smisla (1987) ISBN 9789531108980
- Vjerujem u Duha Svetoga (1987) ISBN 9532090711
- Hoćeš li živjeti? (1988)
- Marija, majka Crkve i majka naša (1988)
- Pođi za mnom (1988) ISBN 9789531108973
- Za bolji svijet (1989) ISBN 9531510474
- Kršćanstvo u traganju za identitetom (1990) ISBN 8639700494
- U ime oca (1990) ISBN 9536172178
- A vi ovako molite (1992) ISBN 9536172143
- Liječiti duhovno-moralne rane (1993)
- Otmjenost duše (1993)
- Povratak nade: duhovne misli s telefona 1822 (1993) ISBN 9536172585
- Putevi puni nade (1993) ISBN 9536172011
- Tako je malo potrebno (1993) ISBN 9536172003
- Još se možeš vratiti (1994) ISBN 9536172070
- Molitva koja liječi (1994) ISBN 9536172089
- Hagioterapija: duhovna medicina (1995) ISBN 9536172291
- Isus iz Nazareta - povijesna osoba (1995) ISBN 9536172267
- Liječiti brak i obitelj (1995) ISBN 9536172127
- Profil evangelizatora (1995)
- Smrt nije kraj (1995) ISBN 9789532091489
- Duhovno pomoći čovjeku (1996) ISBN 953617250X
- Hagioterapija i pastoral Crkve (1996) ISBN 9536172402
- Ako oprostiš (1997) ISBN 9536172631
- Korijeni hagioterapije (1997) ISBN 9536172607
- Otkriće duhovne terapije (1997) ISBN 9536172615
- Za umorne (1997) ISBN 9536172623
- Zov i odgovor: prilog razumijevanju karizme zajednice Molitva i Riječ (1997)
- Gdje je izlaz (1998) ISBN 9536172704
- Redovnica između Isusa i svijeta (1998.)
- Susret na križnom putu (1998) ISBN 953617281X
- Marijin križni put (1999) ISBN 9532090002
- Oaze života: razmatranja uz svetkovine, blagdane i spomendane (1999) ISBN 9536172941
- Ovisnost i sloboda (1999) ISBN 9536172992
- Reinkarnacija i uskrsnuće (1999) ISBN 953617295X
- Agresivnost i povjerenje (2000) ISBN 9532090126
- Duh Sveti i karizmatski pokret (2000) ISBN 9532090169
- Tko je Bog: Bog evanđelja i Bog religija (2000) ISBN 953209010X
- Tko je čovjek: obrisi filozofsko-teološke antropologije (2000) ISBN 9532090118
- Blagoslov nedjelje (2001) ISBN 9532090320
- Odvažnost u predanju (2001) ISBN 9532090339
- Dijagnoza duše i hagioterapija (2002) ISBN 9532090401
- Bog preobražava (2004) ISBN 9532090940
- Lijepo je što postojiš (2004) ISBN 9532090738
- Poziv na susret (2004) ISBN 9532090614
- Ostati uspravan (2004) ISBN 9532090622
- Crkva: fundamentalno-teološka ekleziologija (2004) ISBN 9532090789
- U tišini svetišta (2005) ISBN 9532090975
- S Marijom ljubiti do kraja (2005) ISBN 9789532092844
- Duh Sveti i euharistija (2005) ISBN 9532091009
- Vjeruj mi, bit će dobro (2005) ISBN 9532090916
- Hagioterapija PTSP-a (2007) ISBN 9789532091458
- Dramatični putevi suvremenog molitelja (2007) ISBN 9789532091236
- Posljednje čovjekove stvarnosti (con Lojzo Buturac, 2008) ISBN 9789532091632
- Ako Bog umre (2008) ISBN 9789532091649
- Preobrazba Crkve za svijet (2009) ISBN 9789532091793
- Otkriće Božje Riječi (2009) ISBN 9789532091830
- Vjeroučitelj - izazov hrvatskom društvu (2010) ISBN 9789532092158
- Hagioterapijska antropologija: antropologija u kontekstu patologije i terapije duhovne duše (2010) ISBN 9789532092066
- Duhom za bolji svijet (2010) ISBN 9789532092011
- Kako razgovarati s Bogom (2010) ISBN 9789532091991
- Hagioterapija u susretu s čovjekom (2011) ISBN 9789532092363
- Domovinski križni put (2011) ISBN 9789532092226
- Vapaj za dobrim ljudima (2013) ISBN 9789532092721
- Križni put za mlade (2013) ISBN
- Križni put u Godini vjere (2013) ISBN 9789537647193
- Profesore odgovorite mi (2014) ISBN 9789532092899
- Iz straha u povjerenje (2014) ISBN 9789532092868
- Čežnja za šutnjom: iskustva sudionika duhovnih vježbi (2014) ISBN 9789532092837
- Svakodnevno druženje s Isusom (2015) ISBN 9789532093117
- Put do slobodnog čovjeka u Hrvatskoj i Europi (2015) ISBN 9789532093001
- Pronađi temelje svog postojanja (2015) ISBN 9789532093124
- Nemoć i svemoć starosti (2015) ISBN 9789532093155
- Ne boj se! Samo vjeruj! (2015) ISBN 9789532093100
- Kršćanska vjera spašava i liječi (2015) ISBN 9789532093094
- Čovjek, brak i obitelj (2015) ISBN 9789532093032
- Budi odvažan i hrabar (2015) ISBN 9789532093056
- Bog je čovjekova sudbina (2015)
- Religiozni bogovi i Bog (2016) ISBN 9789532093193
- Ozdravimo suvremeni brak: Hagioterapija braka (2016.)
- Obraćenjem do duševnog zdravlja (2016) ISBN 9789532093209

## Onorificenze
- 1997: Ordine della Danica Hrvatska con volto di Ruggiero Giuseppe Boscovich
- 2010: cappellano pontificale con titolo monsignore